# Glavna postaja Trier
- Der Bahnhof mit erstem Empfangsgebäude (um 1880) Postaja s prvo sprejemno stavbo (okoli leta 1880)
- Das zweite Empfangsgebäude (um 1900) Druga sprejemna stavba (okoli leta 1900)

Glavna postaja Trier je železniška postaja, ki oskrbuje približno 500 metrov vzhodno od središča mesta Trier in Porte Nigre.
Skoraj 200 vlakov dnevno prispe v Trier iz:
- Köln–Gerolstein preko proge Eifel (KBS 474 )
- Koblenz–Wittlich po poti Mozele (KBS 690)
- Saarbrücken prek proge Saar (KBS 685) in
- Perl po poti Zgornji Moselle (KBS 692) in
- Luksemburg prek proge Mosel-Syretal (KBS 693), ki uporabljata progo Saar od Konz-Karthausa.

## Zgodovina
Postaja je bila odprta leta 1878 z izgradnjo proge Mozele kot del topovske železnice Berlin–Metz . Sprva se je imenoval »Trier desno od Mozele«.  Od odprtja proge Saar leta 1860 je Trier že imel postajo na levem bregu Mozele, pozneje znano kot postaja Trier West, ki je bila leta 1871 prav tako povezana s Kölnom prek proge Eifel. To postajo so preimenovali v »Trier levo od Mozele«. Kasnejša glavna postaja je zaradi svoje ugodne lege do središča mesta kmalu postala najpomembnejša postaja v mestu in leta 1903 dobila današnje ime.
- Uničena glavna postaja marca 1945

Prva postajna zgradba iz leta 1877 je bila začasna zgradba, zgrajena iz tehničnega lesa. Leta 1883 so začeli graditi novo, večjo stavbo v wilhelminskem slogu iz lorenskega peščenjaka, katere južni trakt je bil odprt 8. junija 1885. Kasneje je bila prvotna stavba porušena.  Leta 1886 je bil dokončan tudi severni trakt. Ob romanju svetega plašča leta 1933 so glavno postajo prezidali, kot so načrtovali že nekaj let.  Trajne spremembe so obsegale preureditev notranjosti sprejemne stavbe,  postavitev steklene fasade z uro velikega formata ob glavnem vhodu  in izgradnjo dveh teras ob proti mestu obrnjeni zunanjosti stavbe.  Sprejemna stavba je bila uničena 20. septembra 1944 v bombnem napadu med drugo svetovno vojno. 
- Uničena glavna postaja marca 1945

Po koncu vojne je potniški promet znova stekel 25. julija 1945, a je sprva samo pot Karthaus–Waldrach preko Ruwerja obratovala.  Pred uničeno glavno postajo Trier je bila zgrajena začasna vojašnica, ki je obstajala osem let  preden je arhitekt Thomas Hoffmann med letoma 1950 in 1953 zgradil novo stavbo. 

## Današnja sprejemna stavba
Leta 2005 so se na območju postaje začela obsežna prenovitvena dela, da bi se dosegla standarde drugih ICE–postaj. Ob robu peronov so na primer položili slepo dostopne tlakovce za označevanje roba perona, prenovili in na novo zgradili postajno poslopje ter preuredili trgovske in gostinske objekte. Za izboljšanje neoviranega dostopa do peronov so bila nameščena tudi dvigala.
Konec leta 2010 je bilo ugotovljeno, da obstaja nevarnost porušitve posameznih fasadnih plošč na vhodnem portalu sprejemne stavbe, zaradi česar je bil ta del stavbe varnostno postavljen z odrom.  V letu 2014 so se pričela dela s prekritjem objekta in sanacijo fasade. Poleg tega je bila porušena streha perona na tirih 10 sever in 11 sever. Delno naj bi ga obnovili le na tiru 11, namesto tega pa naj bi zgradili dve vremenski zakloni na tiru 10 sever.  Oder na vhodnem portalu je bil odstranjen med zimo let 2015 in 2016.
Leta 2023 je Deutsche Bahn objavil načrte za prenovo postaje kot del paketa nemške vlade za zaščito podnebja (KSP). Ustrezni razpis je bil objavljen poleti 2024 in vključuje preureditev čakalnic, temeljna prenova glavne dvorane, ukrepi za izboljšanje dostopnosti, obnova postajne strehe in preureditev najemnih površin v južnem traktu stavbe.

## Infrastruktura
Postaja ima pet peronskih tirov in štiri tovorne tire. Perona 10 Sever in 10 Jug sta končna tira, tiri na preostalih peronih so prehodni tiri. Peron na peronu 11 ima dolžino 437 Metrov in višine 76 Centimetrov, sredinski peron na peronih 12 in 13 je 380 Metrov in prav tako 76 Centimetrov visoko.  Perona 12 in 13 sta dostopna skozi tunel za pešce. Do vseh peronov je možen dostop brez ovir.

## Potniški promet

### Oddaljeni promet
Od leta 2005 do decembra 2011 je obstajala povezava Intercity Express ob koncu dneva v in iz Berlina. Zjutraj je vlak začel v Trierju, povratek pa se je vračal zvečer. Ljudsko je bil znan kot Kasterexpress, kar se je nanašalo na Bernharda Kasterja, lokalnega poslanca. Poleg tega je do leta 2002 storitev Interregio na progi 11 (delno iz Saarbrückna) in po njeni ukinitvi do leta 2014 dva para vlakov Intercity na progi 35 vozila zjutraj po progi Mozele proti Koblenzu in naprej do Emdena/Norddeich Mole ter v nasprotni smeri pozno popoldne po progi Moselle-Syretal do Luksemburga.  Ker ta dva para vlakov nista več vozila onkraj Koblenza, v Trierju ni bilo več potniškega prometa na dolge razdalje.
V letu 2015 Deutsche Bahn zaradi časovnega reda ni menil, da bi bila prenovljena povezava na medkrajevni promet možna pred letom 2030.   Luksemburški CFL od 10. decembra 2017 izvaja dnevno povezavo iz Luksemburga prek Trierja in Koblenza v Düsseldorf. Od Trierja do Koblenza vozi vlak kot Regional Express kot RE<span typeof="mw:Entity" id="mw7g">&nbsp;</span>11. Med Koblenzom in Düsseldorfom je cena vozovnice Intercity na liniji 37.
Od spremembe voznega reda leta 2025 bosta iz Luksemburga v Düsseldorf na voljo dve dodatni neposredni povezavi z manj postanki kot prej. To bo skrajšalo čas potovanja med Trierom in Kölnom na manj kot 2 uri 20 minut. Stadler KISS CFLa se bo še naprej uporabljal. 
| linija | Pot | Beat                                        | operater |
| ------ | --- | ------------------------------------------- | -------- |
| IC37   | Düsseldorf – Köln – Bonn – Remagen – Andernach – Koblenz – Cochem – Bullay (DB) – Wittlich – Trier glavna postaja – Wasserbillig – Luksemburg (Vlak vozi med Luksemburgom in Koblenzom kot RE (povratni vlak). Od decembra 2025 se bo ustavil le na postajah Düsseldorf Hbf, Köln Hbf, Bonn Hbf, Koblenz Hbf, Wittlich Hbf, Trier Hbf in Luksemburg.) | 1 par vlakov (od decembra 2025: 3 × dnevno) | CFL      |

### Regionalni promet
V lokalnem železniškem potniškem prometu vlaka Regional-Express (RE) in Regionalbahn (RB) služita mestom v radiju približno 200 Kilometri proti Koblenzu/Kölnu, Saarbrücknu/Mannheimu in Luksemburgu/Metzu. Glavna postaja Trier je eno glavnih regionalnih železniških vozlišč v Porenju-Pfalškem.
Cilj je od leta 2027 bistveno izboljšati železniški promet med Trierjem in Francijo preko Zgornjo-Mozelne proge. V ta namen bo med Trierjem in Metzom uveden nov regionalni hitri prevoz, ki bo vozil vsaki dve uri. V ta namen bodo uporabljena večsistemska vozila CAF Régiolis. 

### Avtobusni prevoz
Zvečer in ob vikendih je glavna železniška postaja osrednja postaja radialnih avtobusov. Od tam je mogoče doseči vsako okrožje Trierja brez menjave vlaka.

## Preddvorje postaje in okolica
Od leta 1903 naprej je bila končna postaja zasebne železnice Mozele (Bullay–Trier) locirana pred postajo, v podaljšku današnje Kürenzer Straße. Od maja 1966 je »Saufbähnchen« (mali pitni vlak), kot so ga popularno imenovali, vozil na glavno postajo, preden se je potniški promet na tej progi leta 1968 končal. 
Leta 1890 so v Trierju odprli tramvaj s konjsko vprego, ki je od samega začetka oskrboval današnjo glavno železniško postajo. Leta 1905 je tramvaj zamenjal tramvaj s konjsko vprego. Na mestu današnje avtobusne postaje pred glavno železniško postajo je stala tramvajska postaja, ki so jo leta 1951 popolnoma nadomestili s trolejbusi.
Okoli leta 1980 je bila neposredno ob postajni stavbi zgrajena nova poslovna stavba, v kateri so bili vadbeni in vadbeni prostori DB, menza, postajno poslanstvo in v pritličju vrsta trgovin. 
Medtem ko so včasih v neposredni bližini železniške postaje prevladovali hoteli (tudi objekti, ki jih več ni, npr.  Hotel Reichshof  in hotel na ovinku Moltkestraße/Kürenzer Straße), v preddvorju postaje zdaj prevladuje maloprodaja. Na južnem delu meji na nakupovalno središče Alleencenter. Strokovna delavnica, ki jo je izvedlo mesto Trier, je izdelala obsežne načrte za preoblikovanje preddvorja postaje (zlasti stanje parkiranja in upravljanja prometa). Cilj je ustvariti jasno postavljeno glavno postajo z novim avtobusnim terminalom in po potrebi nadvozom ali podvozom do Trier-Gartenfelda.  

## Literature
- Sebastian Schnitzius: Razvoj železnice na območju Trierja . Založba Deutsche Bundesbahn, 1984.
- Reichsbahndirektion Trier (ur.) : Romanje k sv. Rock v Trierju 1933 in Reichsbahn, 1933.
- Hendrik Meuser: Glavna postaja Trier. V: Oliver Strüber [prej Erich Preuß] (ur.) : Veliki arhiv nemških železniških postaj (= 52. dopolnjena izdaja). GeraMond Verlag, München 2004, ISSN 0949-2127 (1 list, 6 strani).

## Spletne povezave
- Vozni red odhodov Glavna postaja Trier
- Vozni red prihoda Glavna postaja Trier
- Gleise in Serviceeinrichtungen (STR).

## Individualne reference
1. ↑  »Königliche Eisenbahndirektion in Trier : Zeittafel: Errichtungen - Bezeichnungen - Auflösungen«. bahnstatistik.de. Pridobljeno 25. junija 2017. {{navedi splet}}: line feed character v |title= na mestu 39 (pomoč)
2. 1 2  Frank Auffenberg (11. junij 2012). »Bahn will Portal des Hauptbahnhofs sanieren«. volksfreund.de. Pridobljeno 25. junija 2017.
3. ↑  Marcus Stölb (24. februar 2015). »Verzögerungen am Trierer Hauptbahnhof – Termin für Fertigstellung noch ungewiss«. volksfreund.de. Pridobljeno 25. junija 2017.
4. ↑  Christiane Wolff (21. november 2023). »Modernisierung in Sicht: Sanierung des Trierer Hauptbahnhofs von der Deutschen Bahn bestätigt« (v nemščini). Pridobljeno 16. avgusta 2024.
5. ↑  Rolf Seydewitz (1. avgust 2024). »Mehr Service für Bahnreisende: Na endlich! Trierer Hauptbahnhof wird Zug um Zug wieder schön gemacht« (v nemščini). Pridobljeno 16. avgusta 2024.
6. ↑  
»Bahnsteiginformationen Station Trier Hbf«. Arhivirano iz prvotnega spletišča dne 9. decembra 2015. Pridobljeno 23. februarja 2012. {{navedi splet}}: Neveljaven |url-status=ja (pomoč)
7. ↑  »Bahn koppelt Trier vom Fernverkehr ab – Mehr Busse und Regionalzüge sollen Nahverkehr verstärken«. eifelzeitung.de. 22. oktober 2014. Pridobljeno 13. novembra 2016.[mrtva povezava]
8. ↑  »Bahnchef: Vor 2030 gibt es keinen Fernverkehr mehr in der Region«. volksfreund.de. 29. marec 2015. Pridobljeno 13. novembra 2016.
9. ↑  »Bis spätestens 2030 neue IC-Bahnverbindung ab Trier«. volksfreund.de. 18. marec 2015. Pridobljeno 13. novembra 2016.
10. ↑  »Eine Art Fernverkehr: Ab Dezember fährt täglich ein Zug von Luxemburg über Trier nach Düsseldorf«. Pridobljeno 11. decembra 2017.
11. ↑  »Mehr Direktverbindungen von Trier und Luxemburg nach Nordrhein-Westfalen geplant« (PDF). Zweckverband Schienenpersonennahverkehr Rheinland-Pfalz Nord. 22. september 2023. Pridobljeno 25. septembra 2023.
12. ↑  Bernd Wientjes (1. oktober 2024). »Weststrecke startet später, Züge nach Frankreich fahren erst 2027«. volksfreund.de (v nemščini). Trierischer Volksfreund Medienhaus GmbH. Pridobljeno 5. decembra 2024.
13. ↑  »Bahnübergang Trier – Freier Zugang für alle Bürger!«. Pridobljeno 25. junija 2017.
14. ↑  »Kein Durchbruch in Sicht«. 16vor. 26. junij 2007. Arhivirano iz prvotnega spletišča dne 25. oktobra 2007. Pridobljeno 26. junija 2007. {{navedi splet}}: Neveljaven |url-status=ja (pomoč) Arhivirano 2007-10-25 na Wayback Machine.Stran Predloga:Vorlage:IconExternal/styles.css nima vsebine.»Kein Durchbruch in Sicht«. 16vor. 26. junij 2007. Arhivirano iz prvotnega spletišča dne 25. oktobra 2007. Pridobljeno 26. junija 2007. {{navedi splet}}: Neveljaven |url-status=ja (pomoč) Arhivirano 2007-10-25 na Wayback Machine.